# Podalonia violaceipennis
Podalonia violaceipennis är en biart som först beskrevs av Amédée Louis Michel Lepeletier 1845.
Podalonia violaceipennis ingår i släktet Podalonia och familjen grävsteklar. Inga underarter finns listade i Catalogue of Life.